# Skłody Borowe
Skłody Borowe – wieś w Polsce położona w województwie podlaskim, w powiecie wysokomazowieckim, w gminie Nowe Piekuty.
W latach 1975–1998 miejscowość administracyjnie należała do województwa łomżyńskiego.
| SIMC    | Nazwa         | Rodzaj    |
| ------- | ------------- | --------- |
| 0402359 | Skłody-Wróble | część wsi |

Wierni kościoła rzymskokatolickiego należą do parafii św. Kazimierza w Nowych Piekutach.

## Historia wsi
Wieś założona najprawdopodobniej na początku XV wieku przez potomków, uciekających przed Krzyżakami, Prusów. Nazwę wsi językoznawcy wywodzą od pruskiego imienia Skłod (Sklode, Sclode). Osiedleńcy przyjęli nazwisko Skłodowskich herbu Jastrzębiec.
W dokumencie z 1528 wykazano tu 6 rycerzy i 1 wdowę. Zobowiązano ich do pomocy w razie wojny. Wśród nich aż pięciu nosiło przydomek Mikołajewicz (syn Mikołaja). W 1569 przysięgę królowi polskiemu złożył Andrzej syn Mikołaja de Sklodi. Skłody w roku 1580 wymienione wśród wsi parafii domanowskiej. W XVIII w. oprócz Skłodowskich mieszkali tu Gierałtowscy herbu Tępa Podkowa i Jankowscy.
W I Rzeczypospolitej wieś drobnoszlachecka. Należała do ziemi bielskiej.
W roku 1827 we wsi istniało 21 domów z 109 mieszkańcami.
Pod koniec XIX w. wieś należała do powiatu mazowieckiego, gmina i parafia Piekuty.
W 1921 r. miejscowość liczyła 30 domów i 172 mieszkańców. W południowej części wsi znajduje się wiatrak należący do P. Krasowskiego.
11 sierpnia 1944 roku żołnierze Wehrmachtu rozstrzelali 21 mieszkańców tej wsi oraz osoby z innych miejscowości. Zamordowanych pochowano na cmentarzu w Nowych Piekutach. We wsi spłonęło 9 domów i 24 budynki gospodarcze. Zrabowano konie, krowy i trzodę chlewną. W 2004 roku staraniem Urzędu Gminy odsłonięto i poświęcono pomnik wraz z tablicą upamiętniającą pomordowanych.
W roku 1961 zorganizowano Ochotniczą Straż Pożarną, która liczy obecnie 32 członków, w tym 8 w Młodzieżowych Drużynach Pożarniczych.
W 2008 r. wieś liczyła 23 domy i 104 mieszkańców.